# Porta NOR
| ENTRADA A B | ENTRADA A B | SORTIDA A NOR B |
| 0           | 0           | 1               |
| 0           | 1           | 0               |
| 1           | 0           | 0               |
| 1           | 1           | 0               |

Full adder amb NORs

Una porta NOR és una porta lògica que implementa la funció lògica NOR, és a dir, es comporta segons la taula de la dreta. Es produeix una sortida alta (1) si ambdues entrades estan baixes (0). Si qualsevol de les dues entrades és alta (1), la sortida és baixa (0). La funció NOR és el resultat de la funció lògica OR. La NOR és una operació funcionalment completa, ja que amb combinacions de NORs es pot generar qualsevol altra funció lògica. En canvi, la disjunció lògica (OR) és monotònica, ja que només pot canviar de baix a alt, però no al revés.
En la majoria, però no en totes, de les implementacions del circuit, la negació hi és present naturalment (fins i tot en CMOS i TTL). En aquestes famílies lògiques, l'única manera d'implementar una OR és amb 2 o més portes, com una NOR seguida d'un inversor.

## Símbols
Hi ha tres símbols per a les portes NOR: el símbol Americà (ANSI o 'militar') i el símbol IEC ('Europeu' o 'rectangular'), així com l'obsolet símbol DIN.
| Símbol ANSI     | Símbol IEC | Símbol DIN |
| Símbol MIL/ANSI | Símbol IEC | Símbol DIN |

## Descripció del maquinari i connexions
Les portes NOR són portes lògiques bàsiques, i com a tals són reconegudes en la lògica transistor-transistor i circuits integrats CMOS. L'estàndard, sèrie 4000, CMOS és el 4001, que incorpora quatre portes NOR independents de dues entrades. Les connexions són les següents:

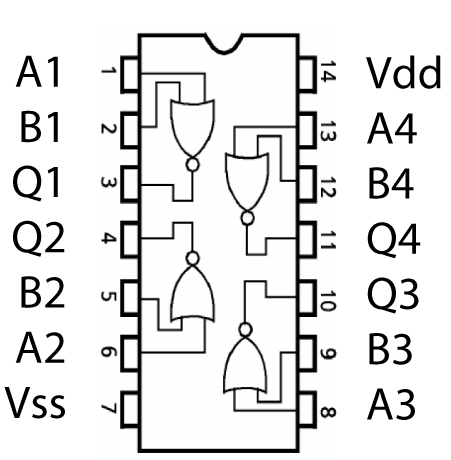
Diagrama de connexions d'una 4001 Quad NOR Dual in-line package format IC

|  | 1 Entrada A1 2 Entrada B1 3 Sortida Q1 4 Sortida Q2 5 Entrada B2 6 Entrada A2 7 VSS 8 Entrada A3 9 Entrada B3 10 Sortida Q3 11 Sortida Q4 12 Entrada B4 13 Entrada A4 14 VDD |

### Disponibilitat
Aquests components estan disponibles en diversos fabricant, com Fairchild Semiconductor, Philips o Texas Instruments. Les especificacions estan disponibles a la majoria de bases de dades d'especificacions.
Les portes estàndard existents són les de 2, 3, 4 i 8 entrades:
- CMOS
  - 4001: Quad 2-input NOR gate
  - 4025: Triple 3-input NOR gate
  - 4002: Dual 4-input NOR gate
  - 4078: Mono 8-input NOR gate
- TTL
  - 7402: Quad 2-input NOR gate
  - 7427: Triple 3-input NOR gate
  - 7425: Dual 4-input NOR gate
  - Mono 8-input NOR gate no hi és en TTL

## Implementacions
|  |  |

Els esquemes superiors mostren la construcció d'una porta NOR de dues entrades usant circuiteria NMOS. Si alguna de les entrades està alta, l'NMOS corresponent és activat i fa baixar la sortida; d'altra manera la sortida es manté alta mitjançant un pull-up. El diagrama inferior representa una porta NOR de dues entrades utilitzant tecnologia CMOS. Els díodes i les resistències de les entrades són per a protegir els components CMOS de danys causats per descàrrega electroestàtica i no tenen cap efecte en la funció lògica del circuit.

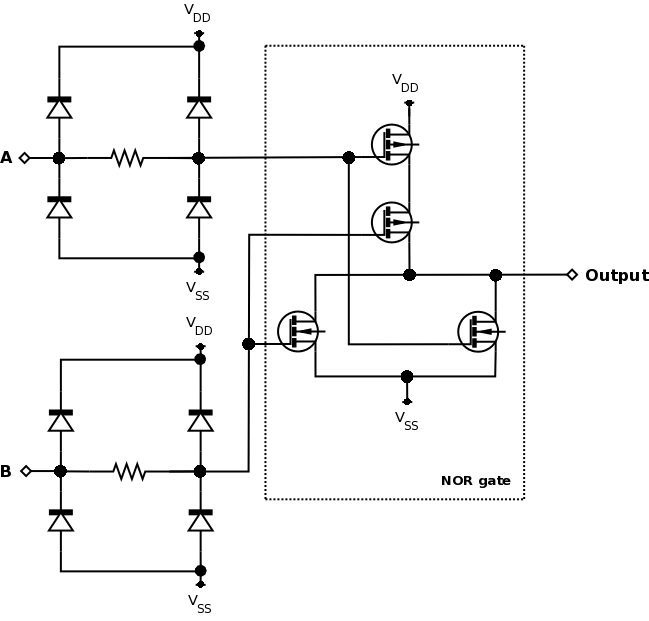
Porta NOR CMOS de dues entrades sense buffer

### Alternatives

Porta NOR construïda utilitzant només portes NAND

Si no tenim portes NOR específiques disponibles, es poden fer combinant portes NAND tal com es veu a l'esquema. Curiosament, qualsevol porta lògica pot ser fabricada amb una combinació de portes NAND o portes NOR.